# 人権教育啓発推進センター

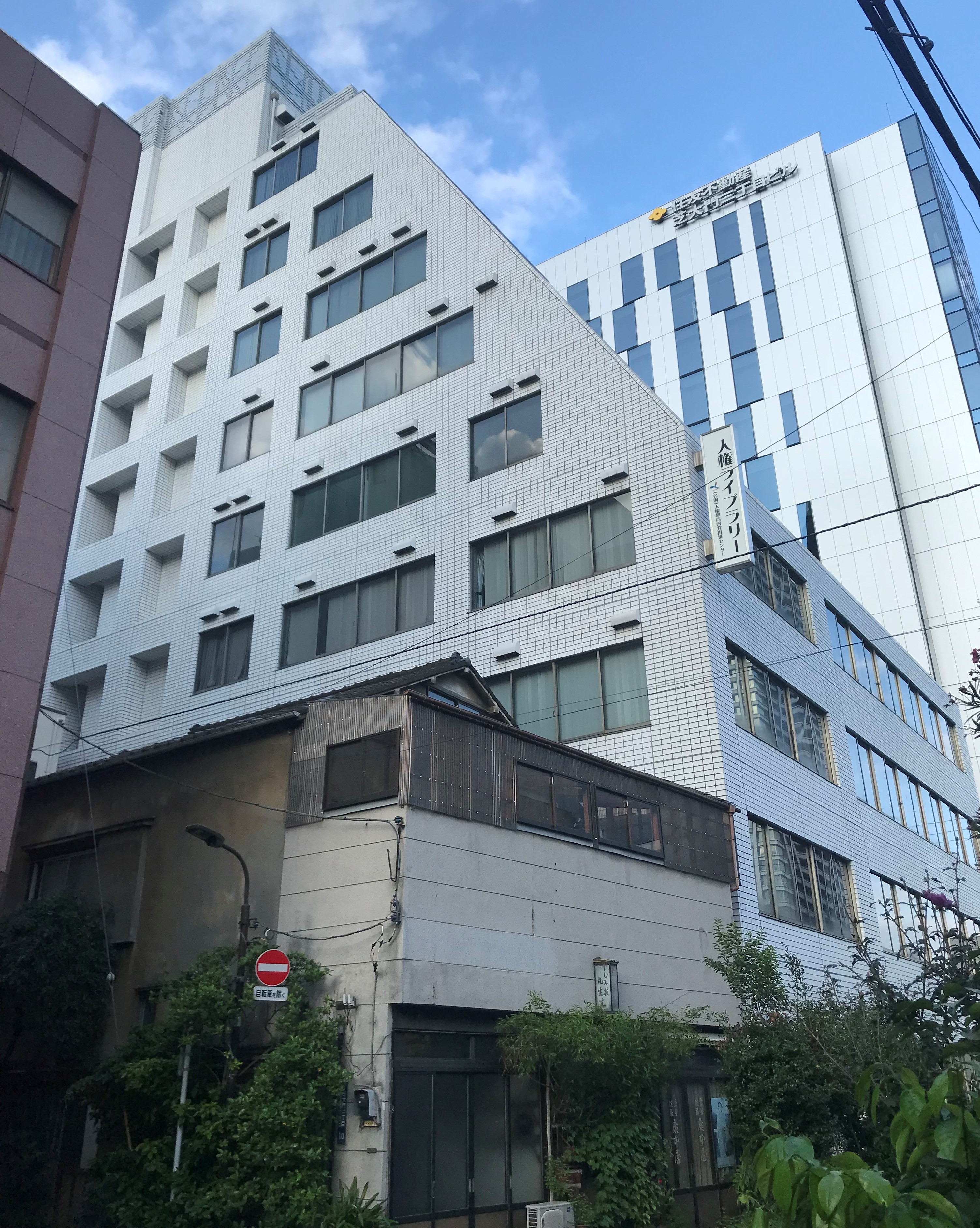
入居するKDX芝大門ビル

公益財団法人人権教育啓発推進センター（じんけんきょういくけいはつすいしんセンター）は、人権に関する総合的な教育事業、普及啓発事業等を行っている。略称は人権センター。以前は文部科学省生涯学習政策局社会教育課及び法務省人権擁護局人権啓発課所管の財団法人であったが、公益法人制度改革に伴い2012年4月1日に公益財団法人に移行。

## 概要
公益財団法人人権教育啓発推進センター (略称：人権センター) は、1987年 (昭和62年) 10月に総務庁所管の財団法人地域改善啓発センターとして設立され、以来同和問題に関する啓発活動の中心的機関として活動してきた。
政府は、1996年 (平成8年) 5月、地域改善対策協議会意見具申を受けて、同年7月、「同和問題の早期解決に向けた今後の方策について」を閣議決定し、「財団法人地域改善啓発センターについては、人権教育及び人権啓発を推進し、支援する財団法人として発展的にその在り方を見直すよう要請し、関係各省庁はこれを促進する」とした。
これを受けて、人権センターは1997年 (平成9年) 4月、「次代を担う青少年等に対する同和問題など人権に関する総合的な教育・啓発及び広報を行うとともに、人権に関する教育・啓発について調査、研究、情報収集・提供及び国際的連携を図り、あわせて、人権に関する相談を実施し、もって、基本的人権の擁護に資すること」を目的に、法務省、文部省、総務庁が共管する財団法人として名称も新たに再出発した (現在は、法務省、文部科学省の共管)。
人類が迎えた21世紀は「人権の世紀」と言われ、わが国においても、社会の国際化、高齢化、情報化の進展等に伴い、人権に関する課題はますます重要となっている。また、国際連合は総会において、1995年から2004年までの10年間を「人権教育のための国連10年」と決議し、国内においても内閣に人権教育のための国連10年推進本部が設置され、「人権教育のための国連10年」に関する国内行動計画が策定されている。
人権センターは、人権に関する国際的・国内的動向を踏まえ、人権教育及び啓発等の総合的ナショナルセンターを目指し、人権教育・啓発活動を行う各種団体への支援・連携を図り、広く国民に対する人権に関する情報提供等の活動を行っている。

## 事業内容
(1) 青少年等に対する人権に関する総合的な教育・啓発及び広報
1. 青少年等に対して、人権に関し総合的な教育・啓発を行う。
2. 国及び地方公共団体職員等に対する研修会を行う。
3. 人権啓発フェスティバル等全国的な規模のイベントを行う。
4. 全国ネットのテレビ、ラジオ、新聞等のマスメディアを積極的に活用した活動を行う。
5. 国、地方公共団体、民間企業等から人権啓発資料の制作を受託する。

(2) 人権に関する教育・啓発についての調査及び研究
1. 人権に関する基礎的な研究を行い、その成果を提供する。
2. 国、地方公共団体、民間企業などからの調査研究を受託する。

(3) 人権に関する教育・啓発についての情報の収集及び提供
1. 人権に関する資料の収集、整理、出版などを行う。
2. 国内・外の人権関係情報データベースの充実に努める。
3. 地域における人権に関する教育・啓発センター等とのネットワークを形成する。
4. インターネットによる情報提供を行うとともに、人権関係所在源情報の充実に努める。

(4) 人権に関する教育・啓発についての国際的連携
1. 民間団体としての立場から、関連する国際会議への参加及び二国間交流などの国際的活動を推進する。
2. 「人権教育のための世界計画」の国内における取組みを積極的に推進する。

(5) 人権に関する相談
相談員を配置し、地方公共団体、民間企業等を始め、広く国民からの人権に関する教育・啓発等の相談に対応する。
(6) その他センターの目的を達成するために必要な事業

## 沿革
- 公益財団法人人権教育啓発推進センターのあゆみ

1987年 (昭和62年) 10月 - 財団法人地域改善啓発センターとして設立
1997年 (平成9年) 4月 - 財団法人人権教育啓発推進センターに改組・改称
2000年 (平成12年) 7月 - 千代田区一番町から港区新橋2丁目に移転
2000年 (平成12) 12月 - 人権ライブラリーを開設
2005年 (平成17年) 3月 - 港区新橋2丁目から港区芝大門2丁目に移転
2012年（平成24年）4月1日 - 公益財団法人化

## 役員
- 歴代理事長

初代 (1987年10月 - 1992年3月) - 佐藤邦雄
二代 (1992年4月 ― 1997年4月) - 磯村英一
三代 (1997年5月 ― 2006年3月) - 宮崎繁樹
四代 (2006年4月 - ) - 横田洋三

## 会員制度
人権センターには会員制度があり、設立・活動趣旨に賛同する人たちの入会を広く募集している。
会員特典
資料やビデオなどを会員優待価格で販売
研修、講師派遣を会員優待価格で提供
人権ライブラリーの映像資料や図書の送料が無料
啓発事業などの際、人権啓発活動シンボルマークを使用することができる
人権センターとの共催で事業を行うことができる
- 企業、団体会員については、会員優待価格など一部のサービスについて、傘下企業、関連企業にも適用する。

## 本部所在地
- 東京都港区芝大門2-10-12 KDX芝大門ビル4F